# Hieracium longipilum
Hieracium longipilum là một loài thực vật có hoa trong họ Cúc. Loài này được Torr. mô tả khoa học đầu tiên.